# Thomas Reineck
Thomas Reineck (Schleswig-Holstein, 18 de novembro de 1967) é um velocista alemão na modalidade de canoagem. 

## Carreira
Foi vencedor da medalha de Ouro em K-4 1000 m em Barcelona 1992 com os seus colegas de equipa Oliver Kegel, Mario von Appen e André Wohllebe.
Foi vencedor da medalha de Ouro em K-4 1000 m em Atlanta 1996.